# Kapuas
Kapuas (indonezijski: Sungai)  je najveća rijeka Indonezije duga 1 143 km, na zapadu najvećeg otoka Borneo.

## Zemljopisne karakteristike
Kapuas izvire na obroncima masiva Kapuas Hulu u sredini otoka Borneo. Od tamo teče prema jugozapadu kroz brdovit kraj, nakon čega izbija na obalnu ravnicu gdje formira veliku močvarnu deltu jugozapadno od grada Pontiak, s kojom utječe u Južno kinesko more.
Kapuas ima sliv velik oko 25 870 km², koji se prostire od centralnog do zapadnog dijela Bornea. To je rijetko naseljen prašumski kraj poznat po endemskoj vrsti zmije - Enhydris gyii, otkrivenoj 2003.

## Vanjske poveznice
- Kapuas River na portalu Encyclopædia Britannica (engl.)